# Quem Manda É o Chefe
Quem Manda é o Chefe foi um programa no estilo game show exibido pelo SBT. Substituiu e foi exibido no lugar do Topa ou Não Topa no SBT Show em dezembro de 2008. O formato do jogo era muito semelhante ao Programa Sete e Meio que também foi exibido pelo SBT em 2004.

## Sinopse
Eram 8 participantes que deveriam responder perguntas sobre conhecimentos gerais valendo R$ 1.000,00 cada uma, e que aos poucos iam sendo eliminados.
Os dois finalistas têm uma conversa com Silvio Santos. O participante que acumulou mais dinheiro é indicado para ser o chefe e o 2º melhor classificado era o sub chefe. O prêmio total de cada programa era a soma do que todos acumularam durante o jogo e o chefe era quem decidia como o dinheiro seria dividido, todos saiam do programa com um prêmio de participação.
Os outros 6 participantes eliminados vão para uma cabine e têm a missão de criar uma história, na qual o Chefe, deverá dizer se essa é verdadeira ou falsa.

## Formato
- O formato foi adquirido pelo SBT em 2006.

Foi substituído pelo programa Todos Contra Um a partir de Fevereiro de 2009.